# Guinee op de Olympische Zomerspelen 2016
Guinee nam deel aan de Olympische Zomerspelen 2016 in Rio de Janeiro, Brazilië. De selectie bestond uit vijf atleten – drie vrouwen en twee mannen – die actief zijn in de atletiek, het judotoernooi en het zwemmen. Judoka Mamadama Bangoura droeg de nationale driekleur tijdens de openings- en de sluitingsceremonie.

## Deelnemers en resultaten
(m) = mannen, (v) = vrouwen 

### Atletiek
| Olympiër               | Discipline | Resultaat | Prestatie             |
| ---------------------- | ---------- | --------- | --------------------- |
| Mohamed Lamine Dansoko | 100m (m)   | 75e       | serie 1: 6de in 11,05 |
|                        |            |           |                       |
| Makoura Keita          | 100m (v)   | 70e       | serie 1: 4de in 12,66 |

### Judo
| Olympiër            | Discipline | Resultaat | Prestatie                           |
| ------------------- | ---------- | --------- | ----------------------------------- |
| Mahadama Bangoura V | –63kg (v)  | 17e       | 1ste ronde: V van ECU Garcia: ippon |

### Zwemmen
| Olympiër      | Discipline         | Resultaat | Prestatie              |
| ------------- | ------------------ | --------- | ---------------------- |
| Amadou Camara | 50m vrije slag (m) | 78e       | serie 3: 7de in 27,35  |
|               |                    |           |                        |
| Mariama Sow   | 50m vrije slag (v) | 87e       | serie 2: 8ste in 39,85 |